# Lambda-CDM-Modell
Das ΛCDM-Modell bzw. Lambda-CDM-Modell ist ein kosmologisches Modell, das mit wenigen – in der Grundform sechs – Parametern die Entwicklung des Universums seit dem Urknall beschreibt. Da es das einfachste Modell ist, das in guter Übereinstimmung mit kosmologischen Messungen ist, wird es auch als Standardmodell der Kosmologie bezeichnet.
Das Modell beruht auf dem kosmologischen Prinzip, also der Aussage, dass das Universum auf größten Skalen homogen und isotrop ist. Die Geometrie der Raumzeit wird in solchen Modellen durch die Robertson-Walker-Metrik beschrieben; die Dynamik, also der zeitliche Verlauf der Expansion des Universums, durch die Lösungen der Friedmann-Gleichungen. Das ΛCDM-Modell zeichnet sich durch einen bestimmten Satz von Dichteparametern aus, die Mengenanteile der verschiedenen Materiekomponenten im Universum angeben. Dies sind etwa 30 % drucklose Materie, die sich wiederum auf etwa 5 % baryonische („gewöhnliche“) Materie und 25 % Dunkle Materie (kalte Dunkle Materie = CDM) aufteilt, und 70 % Dunkle Energie, hinzu kommt ein geringer Anteil an Strahlung. Die Dunkle Energie wurde ursprünglich als die von Albert Einstein eingeführte kosmologische Konstante interpretiert, deren mathematisches Formelzeichen Λ (griechisch Lambda) zusammen mit CDM für cold dark matter die Bezeichnung ΛCDM-Modell gibt. Modelle dieser Art wurden zuerst von Georges Lemaître in den 1920er Jahren diskutiert. 
Das ΛCDM-Modell führt auf einen Urknall, aus dem das Universum vor etwa 13,8 Milliarden Jahren hervorging. Nach einer langen Phase abgebremster Expansion expandiert es seit etwa 4 Milliarden Jahren beschleunigt. Das Modell ist räumlich flach, d. h., dass der dreidimensionale Raum zu einem festen Zeitpunkt durch euklidische Geometrie gekennzeichnet ist.   
Die Entdeckung der beschleunigten Expansion durch die Beobachtung von Supernovae in fernen Galaxien in den 1990er Jahren war maßgeblich dafür, dass das ΛCDM-Modell zum allgemein akzeptierten Standardmodell der Kosmologie wurde. Es ist in guter Übereinstimmung mit den drei wichtigsten Klassen von Beobachtungen, welche Aufschluss über das frühe Universum geben:
- der Vermessung der Anisotropie der Hintergrundstrahlung,
- der Bestimmung der Ausdehnungsgeschwindigkeit und ihrer zeitlichen Veränderung durch Beobachtung von Supernovae in fernen Galaxien und
- den Daten über Superstrukturen im Kosmos.

Neben den genannten Dichteparametern spielen bei der Auswertung der Beobachtungsdaten weitere Parameter eine Rolle, insbesondere die Hubble-Konstante. 
Die genauen Parameterwerte und ihre Unsicherheiten, die sich aus den entsprechenden Beobachtungen ergeben, variieren leicht entsprechend den angewendeten Analysemethoden und den Zusatzannahmen, die dabei gemacht werden. Aus den Auswertungen der Messungen zur Hintergrundstrahlung durch das Planck-Weltraumteleskop in Verbindung mit Messungen zur Galaxienverteilung ergibt sich der relative Anteil der dunklen Energie zu (69,1 ± 0,6) %. Die heutige Gesamtenergiedichte beträgt 8,62 · 10−27 kg/m3, die Rotverschiebung z, die dem Zeitalter der Reionisierung entspricht, beträgt 11,37. Das Alter des Universums wird zu 13,8 Mrd. Jahren bestimmt.
| Größe                       | Betrag                                                                                 | Beschreibung                                                                                            |
| --------------------------- | -------------------------------------------------------------------------------------- | --- |
| {\displaystyle H_{0}}       | {\displaystyle (67{,}8\pm 0{,}9)\;\mathrm {km} \,\mathrm {s} ^{-1}\mathrm {Mpc} ^{-1}} | Hubble-Konstante                                                                                        |
| {\displaystyle \Omega _{b}} | {\displaystyle 0{,}044\pm 0{,}0017}                                                    | Anteil der baryonischen Materie an der Gesamt-Energiedichte (inkl. dunkler Materie und dunkler Energie) |
| {\displaystyle \Omega _{m}} | {\displaystyle 0{,}308\pm 0{,}012}                                                     | Gesamtanteil der (baryonischen und dunklen) Materie an der Gesamt-Energiedichte (inkl. dunkler Energie) |
| {\displaystyle \Omega _{m}} | {\displaystyle 0{,}30\pm 0{,}04}                                                       | Gesamtanteil der (baryonischen und dunklen) Materie an der Gesamt-Energiedichte (inkl. dunkler Energie) |
| {\displaystyle \Omega _{m}} | {\displaystyle 0{,}267\pm 0{,}019}                                                     | Gesamtanteil der (baryonischen und dunklen) Materie an der Gesamt-Energiedichte (inkl. dunkler Energie) |
| {\displaystyle \tau }       | {\displaystyle 0{,}066\pm 0{,}016}                                                     | Optische Dicke bis zum Zeitalter der Reionisierung                                                      |
| {\displaystyle A_{s}}       | {\displaystyle (2{,}215\pm 0{,}13)\cdot 10^{-9}}                                       | Krümmungsfluktuationsamplitude der skalaren Komponente der ursprünglichen Schwankungen                  |
| {\displaystyle n_{s}}       | {\displaystyle 0{,}968\pm 0{,}006}                                                     | spektraler Index der skalaren Komponente der ursprünglichen Schwankungen                                |